# Solentiname-szigetek
A Solentiname-szigetek egy 36 kisebb-nagyobb szigetből álló csoport a Nicaragua-tó déli részén. Körülbelül ezer lakója mezőgazdaságból, kézművességből és a turizmusból él, az elektromos áram nincs bevezetve a szigetekre. A hely leginkább a nyugalmat kereső turisták célpontja. Neve a navatl nyelvű celentiname szóból származik, amelynek jelentése „vendégek helye”. 1990-ben természetvédelmi területté nyilvánították.

## Földrajz
A 36 vulkanikus eredetű szigetből álló, összesen 4020 hektár területű szigetcsoport Nicaragua déli részén, a Nicaragua-tóban található a partoktól kevesebb mint 10 km távolságra. A négy legnagyobb sziget keletről nyugati irányba haladva: La Venada, San Fernando, Mancarrón és Mancarroncito. Közigazgatásilag Río San Juan megye San Carlos községéhez tartozik. Legmagasabb pontja körülbelül 250 méterrel nyúlik a tenger, valamivel több mint 200 méterrel a tó vízszintje fölé. A szigetek megközelíthetőek Granada városából komppal, vagy keleti irányból, a jóval közelebb fekvő San Carlosból is.

## Élővilág
A jellemző növénytakaró a lombhullató, széleslevelű fákból álló trópusi erdő. A gyümölcsöt termő növényeken (mangó, avokádó, banán) kívül megtalálható itt Nicaragua nemzeti fája, a madroño, a balsafa, a spanyol cédrus, a vadkakaó és a sámánfa is.
A fő madárfajok a mexikói kárókatona, a rózsás kanalasgém, a Montezuma-zacskósmadár, a bentévi, a sárgafarkú zafírkolibri, az amerikai kígyónyakúmadár, a halászsas, az Amazon-jégmadár, a mangrovefecske, a kormosfejű aranytrogon, a nagy kócsag, a királygém és a csupasztorkú tigrisgém. Az emlősök közül megtalálható itt a mellényes bőgőmajom, a kilencöves tatu, a fehérfarkú szarvas, valamint mosómedvék és vidrák is.
A környező vizekben élő halak között vannak olyanok, amelyek a San Juan-folyón úsznak fel az óceánból (Centropomus pectinatus, atlanti tarpon), vannak olyanok, amelyek eredetileg sós vízben éltek, de alkalmazkodtak az édesvízhez (Pomadasys crocro, bikacápa, Pristis perotteti), és vannak „igazi” édesvízi halak is (például a citromsügér, a Parachromis managuensis, a Parachromis dovii, az Atractosteus tropicus és az Oreochromis nem fajai).
A hüllők közül jellemző fajok a zöld leguán, a fekete tüskésfarkú leguán, a pápaszemes kajmán, a közönséges ékszerteknős és a hegyesorrú krokodil.

## Történelem és kultúra
A szigeteken már az időszámításunk kezdetét megelőző második századtól kezdve éltek emberek, jelenlétüket számos madarakat, majmokat és embereket ábrázoló sziklarajz bizonyítja. Régen egyszerre használták lakóhelyként és szertartási, valamint temetkezési helyként, ám i. sz. 1200 körültől már csak utóbbi két szerepére vannak bizonyítékok. A leletek egy részét ma Mancarrón és San Fernando szigetén múzeumokban mutatják be.
Mai lakói főként kukoricát, babot, rizst, avokádót, banánt és zöldségeket termesztenek, állatokat tartanak, valamint balsafából készítenek tárgyakat. Az utóbbi évtizedekben nagyon elterjedt a szigeteken a primitivista festészet.
A legnagyobb szigeten, Mancarrónon a 20. század második felében Ernesto Cardenal vallási közösséget alapított és felújított egy régi templomot, ahol először hangzott el a nagy vihart kavart vallási tartalmú zenemű, a Carlos Mejía Godoy által írt Misa Campesina Nicaragüense. A templom (belépődíj ellenében) ma is látogatható.

## Képek

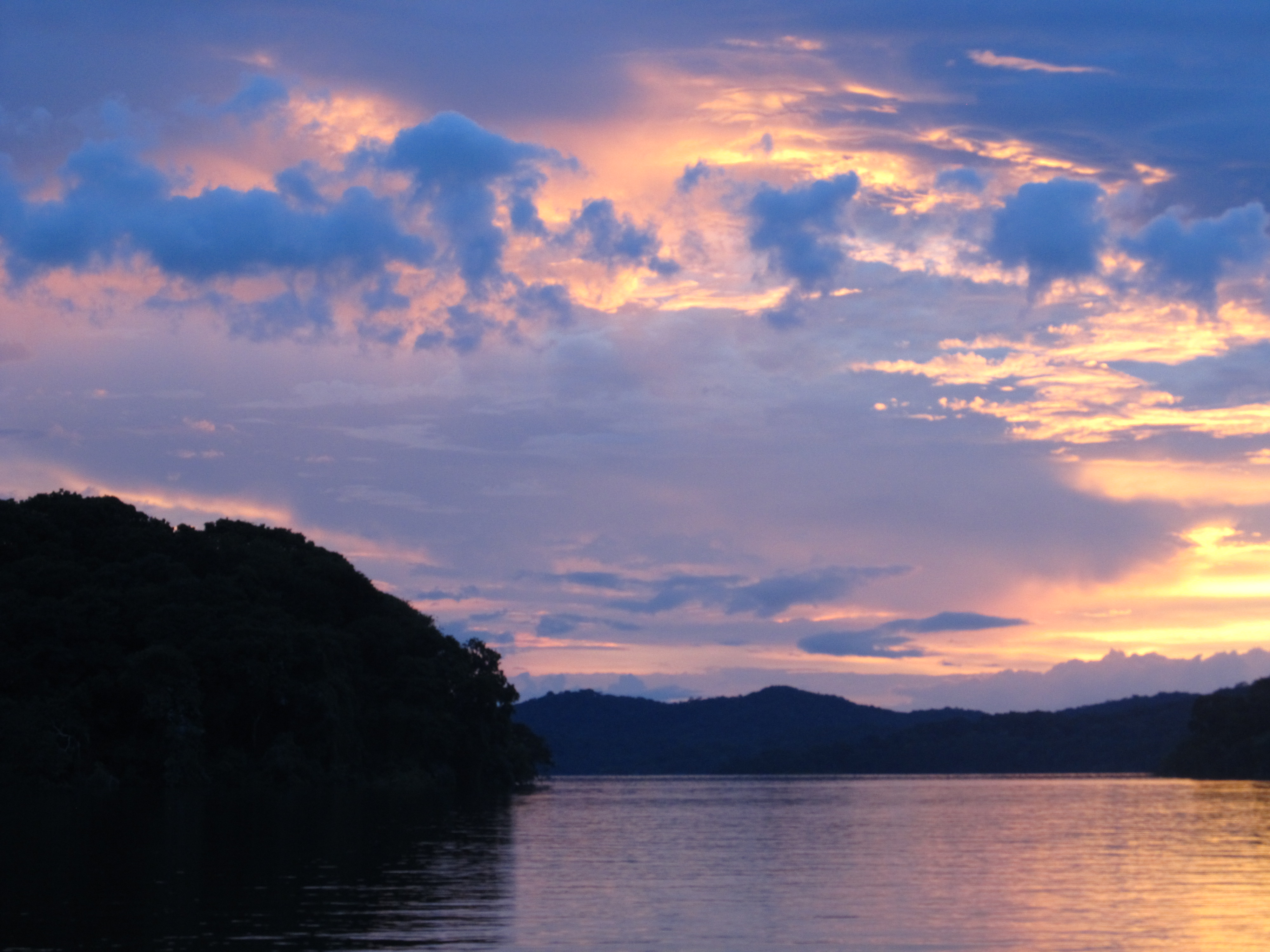
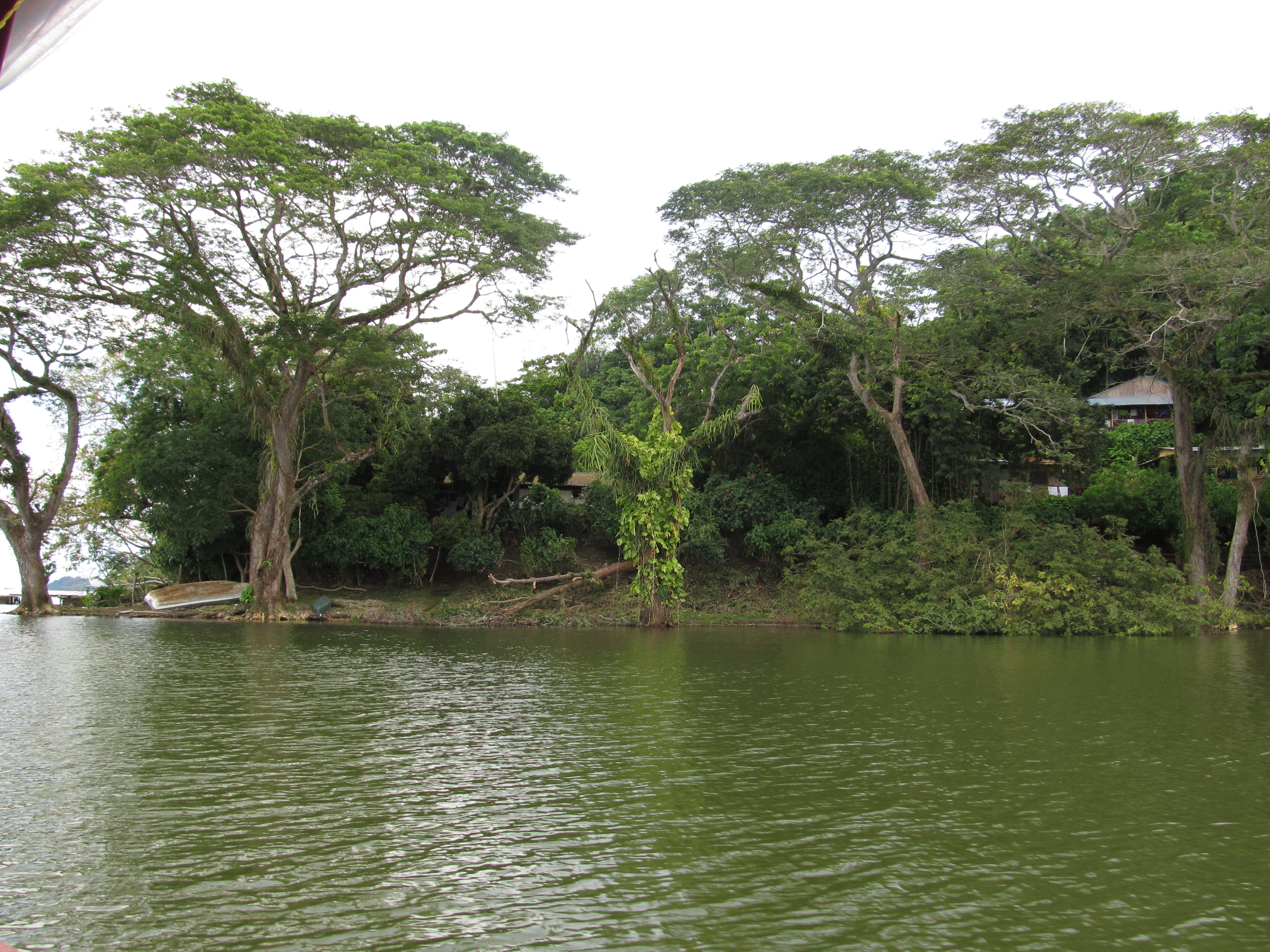
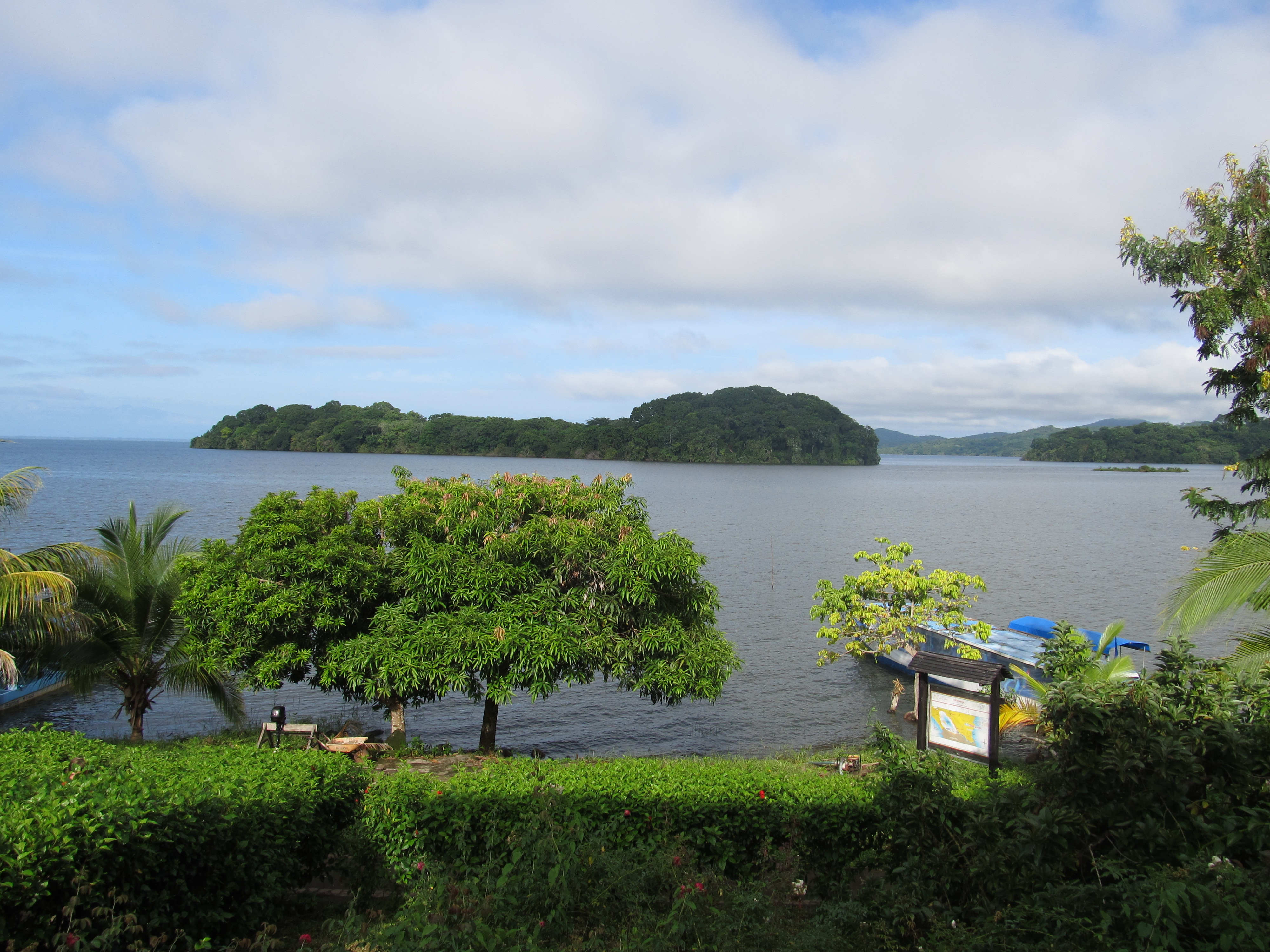
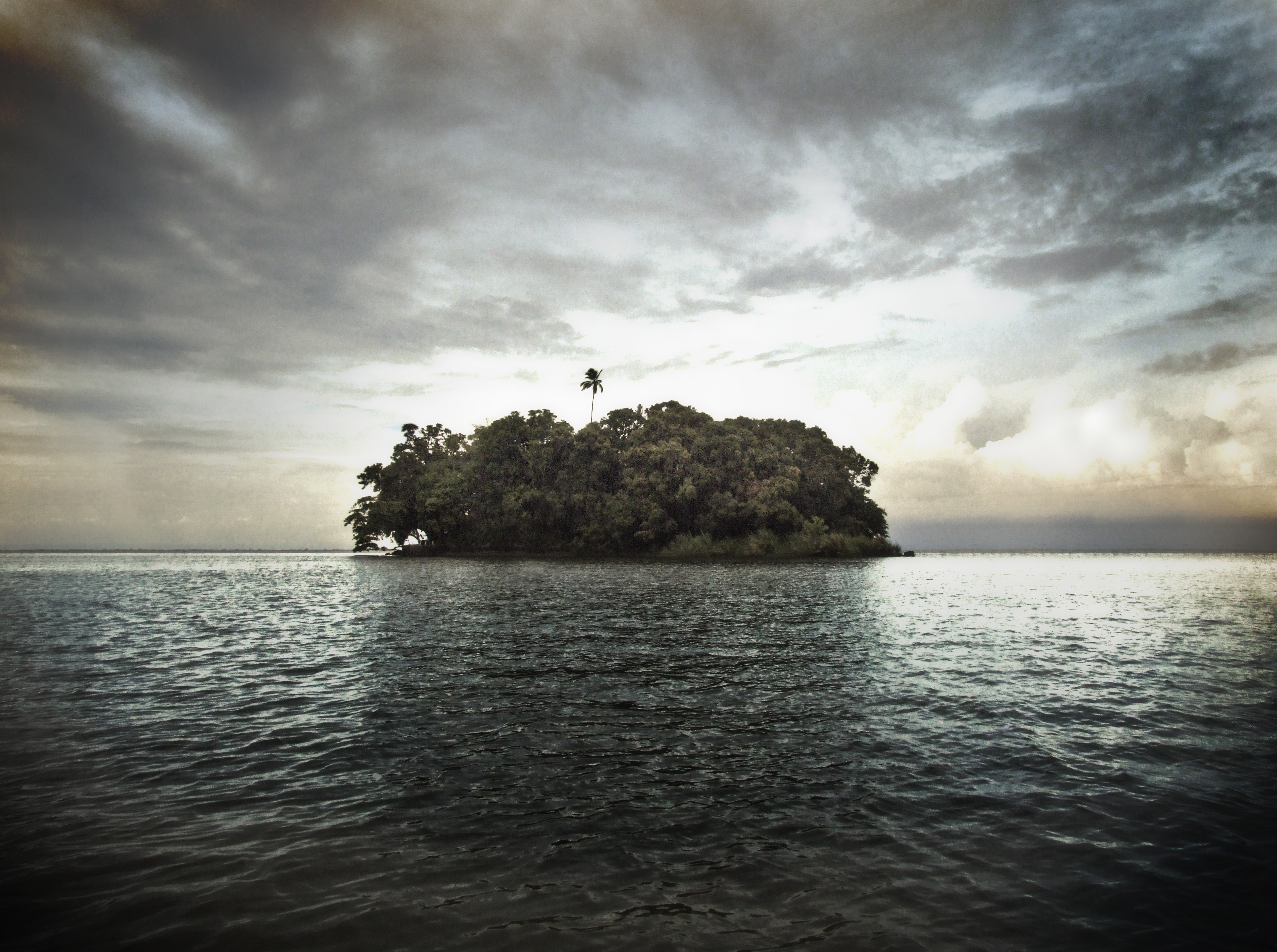